# Göltzschtals voetbalkampioenschap 1928/29
In 1928/29 werd het achtste Göltzschtals voetbalkampioenschap gespeeld, dat georganiseerd werd door de Midden-Duitse voetbalbond. 
SpVgg Falkenstein werd kampioen en plaatste zich voor de Midden-Duitse eindronde. De club verloor van Hallescher FC Wacker. 

## Gauliga
| Plaats | Club                        | Wed. | W  | G | V  | Saldo | Ptn.  |
| ------ | --------------------------- | ---- | -- | - | -- | ----- | ----- |
| 1.     | SpVgg 06 Falkenstein        | 14   | 12 | 0 | 2  | 70:19 | 24:4  |
| 2.     | FC Sturm Reichenbach        | 14   | 11 | 1 | 2  | 38:25 | 23:5  |
| 3.     | SV Sturm Rebesgrün          | 14   | 7  | 2 | 5  | 63:45 | 16:12 |
| 4.     | VfB 1906 Auerbach           | 14   | 7  | 1 | 6  | 46:40 | 15:13 |
| 5.     | FC Teutonia 1911 Netzschkau | 14   | 7  | 1 | 6  | 44:42 | 15:13 |
| 6.     | 1. FC 07 Reichenbach        | 14   | 2  | 3 | 9  | 24:41 | 7:21  |
| 7.     | VfB Lengenfeld 1908         | 14   | 3  | 1 | 10 | 30:58 | 7:21  |
| 8.     | SV Sportlust Mylau          | 14   | 2  | 1 | 11 | 21:66 | 5:23  |

|  | Kampioen, geplaatst voor Midden-Duitse eindronde |
|  | Degradatie                                       |